# Heilige Sofia (Statue)

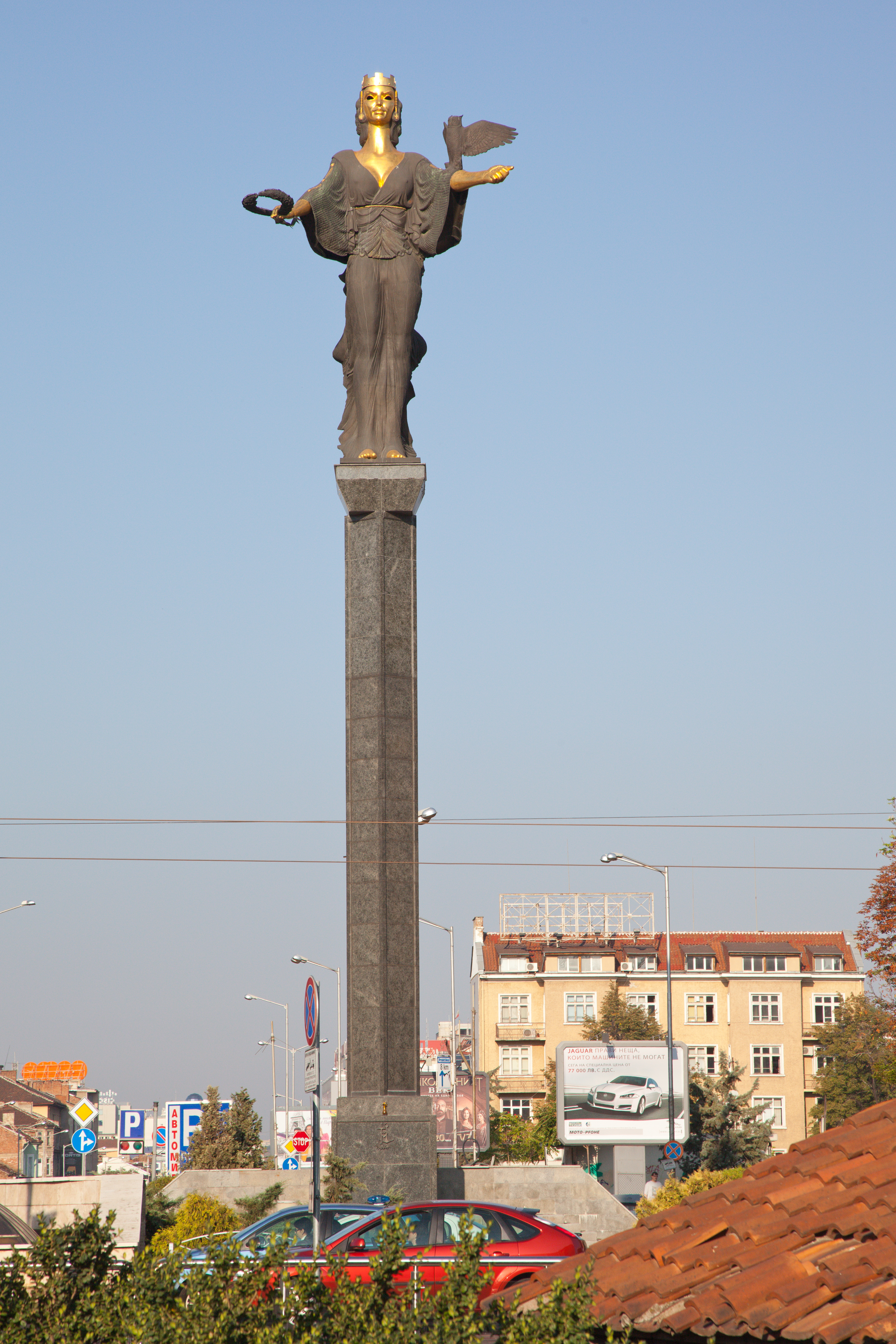
Die Statue der Heiligen Sofia im Zentrum von Sofia

Die Statue der „Heiligen Sofia“ (bulgarisch статуя „Света София“ / statuja „Sweta Sofia“) ist eine im Jahr 2000 aufgestellte Bronzestatue im Zentrum der bulgarischen Hauptstadt Sofia. Sie soll die Größe und Schönheit von Sofia verkörpern und gilt als die Beschützerin der Stadt und des Landes. Der Name der Statue wurde von der Kirche „Heilige Sofia“ („Света София“/„Sweta Sofia“) abgeleitet, die für die Stadt Sofia namensgebend war.
Die Statue ist 8,80 m hoch, wiegt 5 t und wurde aus 160 Teilen zusammengesetzt. Sie steht auf einem 12 m hohen Marmorsockel. Geschaffen wurde sie von dem bulgarischen Bildhauer Georgi Tschapkanow. Der Architekt des Denkmals ist Stanislaw Konstantinow.

## Standort

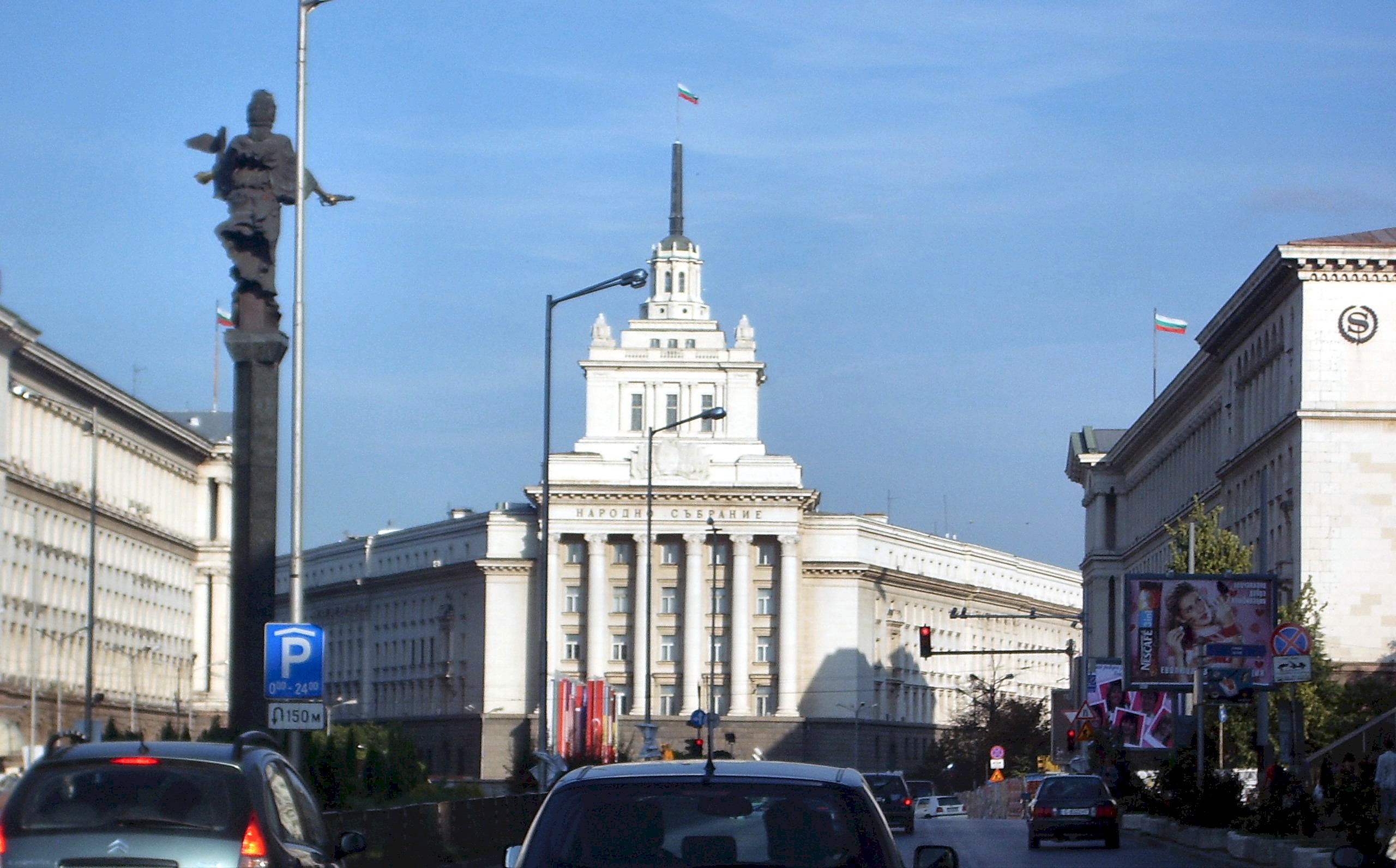
Sofia-Statue von hinten, mit dem ehemaligen Parteihaus am Unabhängigkeitsplatz

Die Figur steht am „Platz der Unabhängigkeit“ (bulg. площад „Независимост“/ploschtad „Nesawisimost“), an der Einmündung des Boulevards „Todor Aleksandrow“ in den Boulevard „Knjaginja Maria Luisa“. An dieser Stelle stand bis zum Ende der Volksrepublik Bulgarien 1990 ein Lenindenkmal. Die auf einem hohen Sockel stehende Frauenfigur hat den Blick nach Ost gerichtet, über den Platz der Unabhängigkeit hinweg zum ehemaligen Parteihaus der Bulgarischen Kommunistischen Partei (heute ein Teil des Parlaments – Narodno Sabranie).
Am Platz der Unabhängigkeit befindet sich das alte Zentralkaufhaus, der Ministerrat und das Präsidialamt. Im Rücken der Statue befindet sich die neue erbaute katholische Kathedrale St. Josef. Zur rechten Seite der Figur liegt die Kathedrale Sweta Nedelja, zu ihrer linken Seite die Banja-Baschi-Moschee. Unmittelbar neben der Statue liegt einer der Eingänge zur zentralen Metrostation „Serdica“ und zu der Unterführung, die zur Kirche Sweta Petka Paraskewa und zum „Archäologischen Komplex Serdica“ führt.
Ursprünglich sollte die Figur auf dem ehemaligen Parteihaus aufgestellt werden, zusammen mit einem Uhrenturm.

## Gestalt und Symbolik

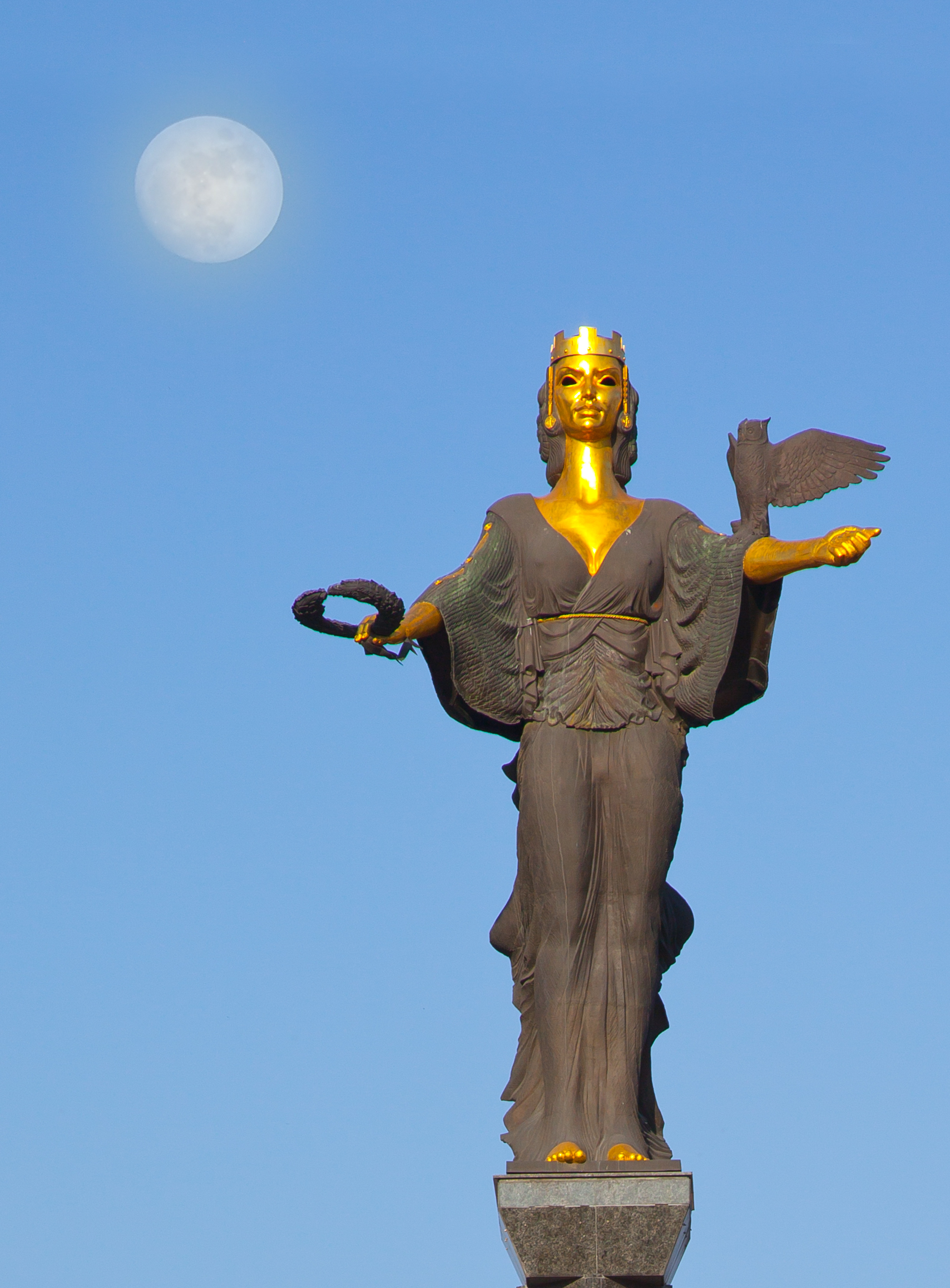
Nahaufnahme

Die aufrecht stehende Figur einer jungen Frau mit Blick nach Osten, ausgestreckten Armen und wehendem Umhang hält einen Lorbeerkranz in der rechten Hand. Auf dem ausgestreckten linken Arm sitzt eine Eule als Symbol der Weisheit. Der Lorbeerkranz ist das Symbol der obersten Macht. Seine kreisrunde Form symbolisiert die Unendlichkeit (Ewigkeit), die Vollkommenheit und die sich erneuernde Lebenskraft. Schon in der Antike galt der Kreis als Sinnbild für eine ideale Ordnung. Andererseits ist der Kranz das Symbol des Sieges, in der Antike wurden Sieger damit geehrt.
Die Frau trägt eine goldene Krone auf dem Kopf und ein antikisierendes Gewand, das, wie im Winde wehend, nach hinten weit von ihrem Körper absteht. Die unbedeckten Körperteile der Figur, die nicht von dem schwarzen Gewand bedeckt werden, sind vergoldet. Die Frauenfigur wirkt königlich, herrschaftlich und machtvoll.

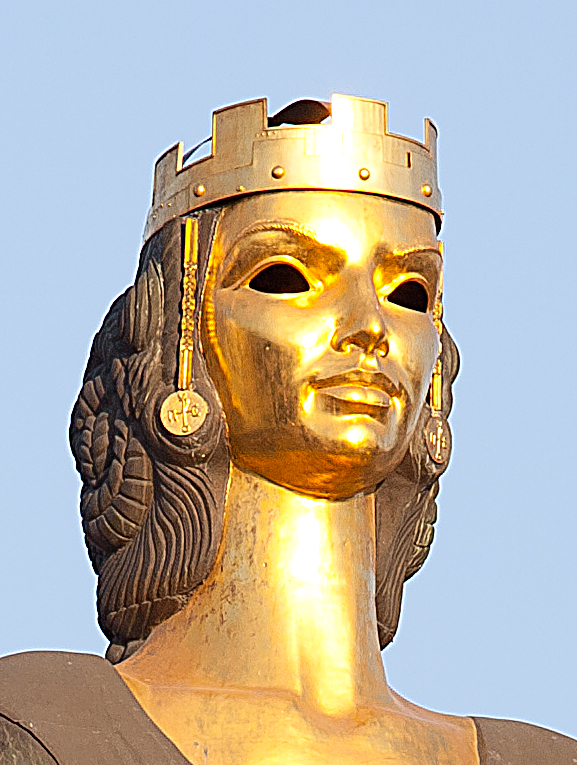
Kopf
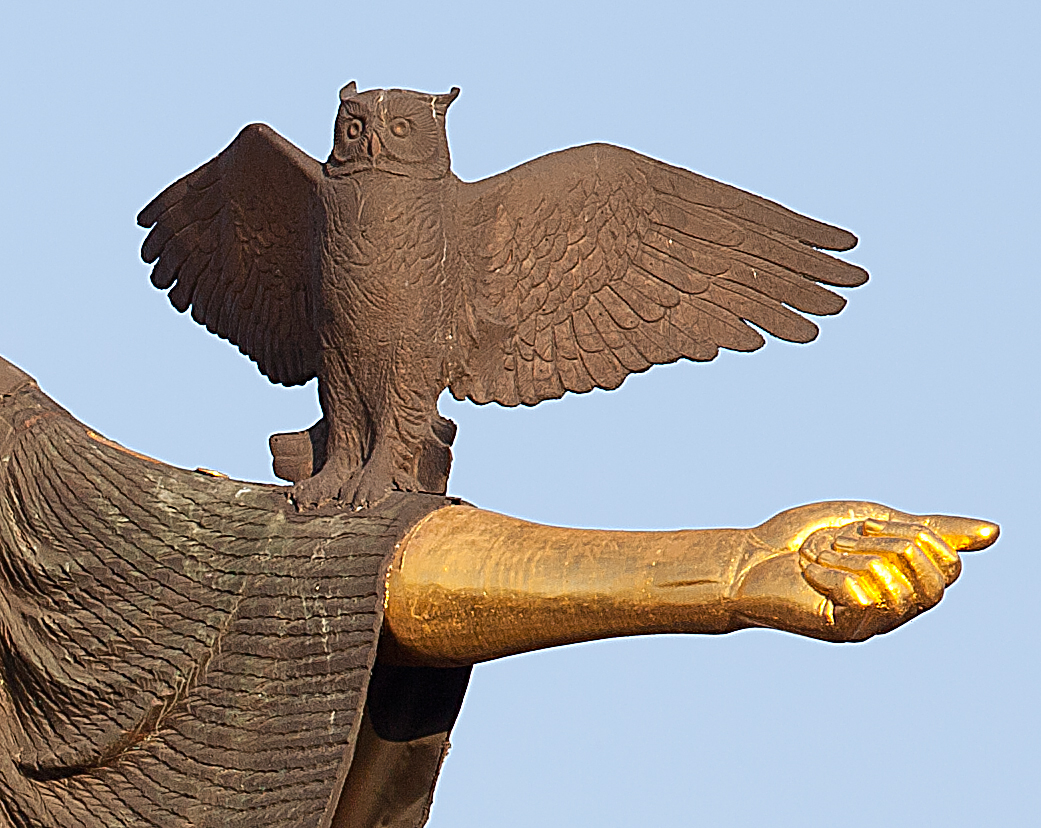
Linker Arm mit Eule
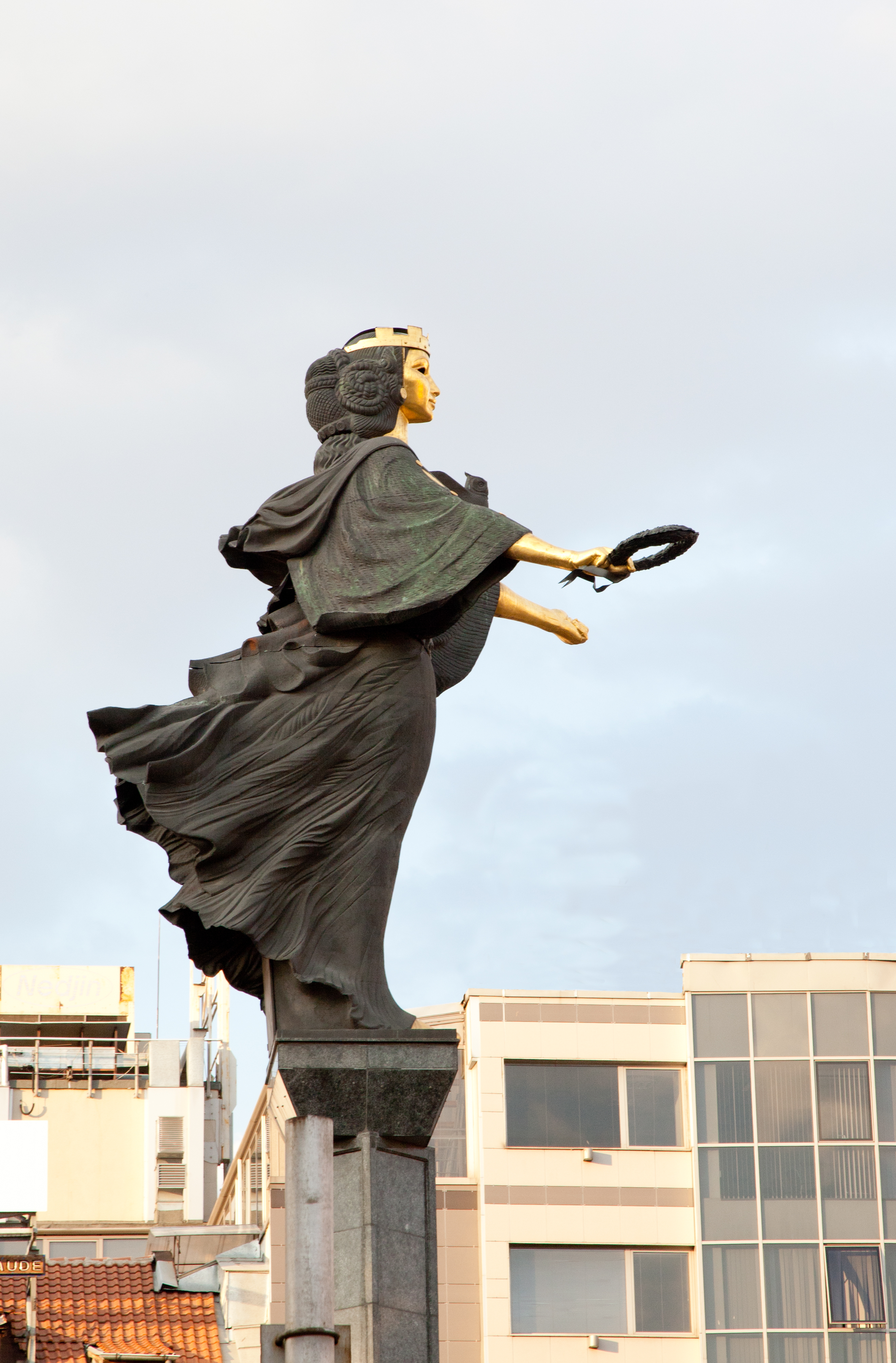
Seitenansicht, wehender Umhang

## Namensbedeutung und öffentliche Kritik
Die Stadt Sofia als Auftraggeber (insbesondere ihr Bürgermeister) und der ausführende Bildhauer gingen von einer „Heiligen Sofia“ aus und schufen die Figur als das Bildnis der „Heiligen Sophia“, als Allegorie auf die Stadt Sofia und nannten sie deshalb auch „Heilige Sofia“-Statue. Damit verkannten oder verfälschten sie die Namensgeschichte der Stadt. Auch eine unter geschichtlichen und religionsgeschichtlichen Aspekten ebenso falsche Interpretation als „Göttin der Weisheit“ wurde verbreitet.
Im Zusammenhang mit der Stadt Sofia gibt es keine „Heilige Sophia“, auch wenn die Übersetzung des Namens der für die Stadt Sofia namensgebenden Kirche „Heilige Sofia“ („Света София“/„Sweta Sofia“) diese Vermutung nahelegen mag. Gemeint ist jedoch keineswegs eine Heilige, sondern, wie bei der Hagia Sophia in Konstantinopel, die „Heilige Weisheit“. Die Stadt Sofia, die von den Römern unter dem Namen Serdica gegründet wurde, leitet ihren heutigen Namen von der spätantiken Kirche „Sweta Sofia“ (Heilige Sofia) ab. Diese stand seinerzeit vor den Stadttoren von Serdica. Im Laufe der Zeit wurde der Name der Kirche auf die Stadt übertragen, in der sie stand. Die Stadt Sofia ist also nicht nach einer „Heiligen Sophia“ benannt, sondern nach der Kirche „Heilige Sophia“. Diese Kirche ist nicht einer Heiligen gleichen Namens gewidmet, sondern der Weisheit. Eine „Sophienkirche“, ob nun die „Hagia Sophia“ in Istanbul oder die „Sweta Sofia“ in Sofia, ist der Weisheit Gottes gewidmet.
Zur Verwirrung trug bei, dass der Sofioter Gemeinderat mit Beschluss vom 25. März 1992 den 17. September zum „Tag von Sofia“ (der Stadtfeiertag; bulg. „Ден на София“) erklärte. Dieser 17. September ist der Feiertag der heiligen Sophia von Mailand, an dem sogenannte Sophien-Messen gefeiert werden. Der Feiertag von Sofia (17. September) fällt somit mit dem christlichen Feiertag zusammen, an dem die bulgarisch-orthodoxe Kirche das Andenken der Heiligen von Mailand ehrt.
Die verfälschende Interpretation der Frauenfigur als „Heilige Sofia“ und damit als Namenspatronin und Schutzpatronin (Schutzheilige) der Stadt Sofia wurde in der Öffentlichkeit kritisiert. Die Kritiker werfen dem Bürgermeister und dem Bildhauer einen fahrlässigen Umgang mit der Geschichte vor.
Nachdem der Bürgermeister von Sofia und der Bildhauer von 1998 bis August 2000 den Namen der Statue „Heilige Sofia“ verteidigt hatten, lenkten sie ab September 2000 ein und gaben ihre Position, die ihnen von Fachleuten als unhaltbar nachgewiesen worden war, auf. Der Bildhauer räumte am 12. September 2000 öffentlich im Radio „Horizont“ ein: „Nun gut, lassen wir dieses Wort ‚Heilig‘ weg. Sie ist nicht heilig, gut. Einfach nur ‚Sofia‘ und nichts mehr.“
Nach der neuen, revidierten Interpretation des Bildhauers stellt nunmehr die „Sofia“-Figur die Beschützerin der Stadt Sofia dar und das Symbol der Stadt Sofia. Der Bildhauer sagte in einem Zeitungsinterview im Dezember 2010 nur noch, dass diese Statue ein „Symbol der seit der Antike bestehenden bulgarischen Hauptstadt“ ist, sprach jedoch gleichzeitig von der Statue als eine „Göttin der Weisheit“. Jedoch ist auch die Interpretation der Figur als „Göttin der Weisheit“  nicht zutreffend. Es gibt keine „Göttin der Weisheit“, die mit der Stadt Sofia in Zusammenhang steht.